# Helon Habila
Helon Habila är en nigeriansk författare. Han föddes 1967 i Kaltungo i östra Nigeria, ett tidvis oroligt område med en kristen och en muslimsk befolkning. Han studerade vid universitetet i Jos och blev efter examen 1995 lärare i engelsk litteratur till 1999 då han flyttade till Lagos. Han blev kolumnist för Hints Magazine och konstredaktör på tidskriften Vanguard och deltog i Lagosavdelningen av nigerianska författarförbundet. 
År 2001 belönades han med The Caine Prize for African Writing för novellen "Love Poems" (första delen av Waiting for an Angel) och fick ett bokkontrakt. Romanen Waiting for an Angel från 2002 belönades med Commonwealth Literary Prize i Afrika för bästa debutroman och hans andra roman, Measuring Time, kom 2007.
Habila har varit stipendiat vid University of East Anglia där han skrev sin doktorsavhandling om Dambudzo Marechera. Efter en tid som stipendiat vid University of Iowa blev han den första Chinua Achebe-stipendiaten vid Bard College i New York. Sedan 2007 undervisar han vid George Mason University.

## Utgivet på svenska
- I väntan på en ängel (Waiting for an Angel), översättning: Åsa Larsson (Bokförlaget Tranan, 2006)
- Mäta tid (Measuring Time), översättning: Jan Ristarp (Bokförlaget Tranan, 2010)
- Resenärer (Travellers), översättning: Helena Hansson (Bokförlaget Tranan, 2021)